# S/2001 (2001 QW322) 1
S/2001 (2001 QW322) 1, também escrito como S/2001 (2001 QW322) 1, é o secundário que forma um sistema binário com o corpo celeste denominado de 2001 QW322. Ele é um objeto transnetuniano que tem cerca de 126 km de diâmetro e orbita o corpo primário a uma distância de 130,000 km.